# Johannes Augustus Keurenaer
Johannes Augustus Keurenaer (Den Haag, 21 november 1810 – Oosterhout, 10 juli 1875) was een Nederlands militair en de derde en laatste directeur van de Koninklijke Akademie te Delft van 1859 tot 1864 als opvolger van Lewis Cohen Stuart. Deze opleiding ging daarna over in de Polytechnische school te Delft.

## Levensloop

### Jeugd, opleiding en eerste carrièrestappen
Keurenaer was de zoon van Augustus Keurenaer (1779-1831), ambtenaar bij het Departement van Oorlog met een militaire achtergrond, en Anna Maria Gaade (1779-1860). Hij groeide op in Den Haag, en studeerde vanaf september 1826 verder aan de Artillerie- en Genieschool te Delft. Toen deze opleiding twee jaar later haar deuren sloot, werd bij op 29 oktober 1828 overgeplaatst naar de net opgerichte Koninklijke Militaire Academie in Breda.
Na afronding van zijn studie werd hij 5 januari 1830 bevorderd tot 2e luitenant en gestationeerd bij het eerste bataljon artillerie nationale militie te Luik. Met het uitbreken van de Belgische Revolutie kwam hij in het garnizoen in Maastricht, waar de vesting werd ontzet onder leiding van Karel Bernhard van Saksen-Weimar-Eisenach. Onder diens leiding nam hij deel aan de Tiendaagse Veldtocht naar Staats-Vlaanderen, waarvoor hij later het Metalen Kruis ontving.

### In Nederlands-Indië

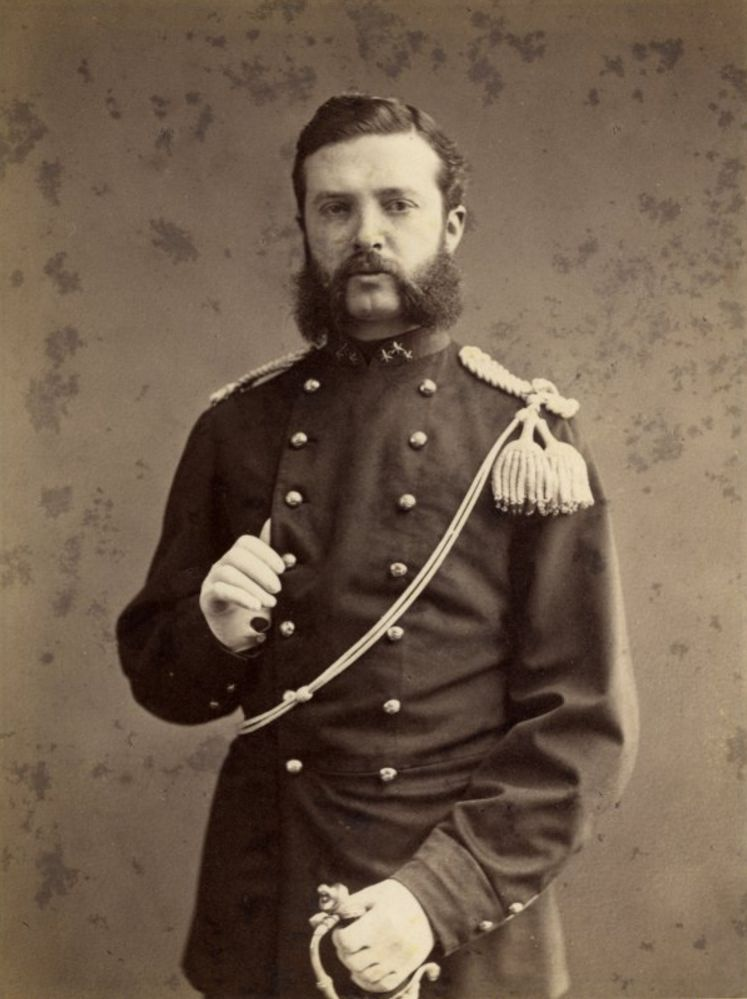
J.A. Keurenaer, ca 1850

Na de Belgische onafhankelijkheid kwam Keurenaer in het artilleriegarnizoen te Delft en 's-Gravenhage, en werd in 1833 bevorderd tot 1e luitenant. Het garnizoensleven in vredestijd was hem te eentonig, en hij verzocht in 1837 overplaatsing naar Nederlands-Indië waar hij aan en af tot 1853 zou dienen.
In 1837 begon hij bij de genietroepen in Batavia, waar hij tot kapitein werd bevorderd. Het volgende jaar werd hij benoemd tot lid van de commissie van bruggen en wegen in de residentie Batavia en Buitenzorg. In 1840 werd hij staflid van de genie te Soerabaja. Aldaar overzag hij de bouw van Fort Prins Hendrik, de aanleg van drinkwatervoorziening met een artesische putboring, en de versterking van de linie rondom Soerabaja. Van 1841 tot 1844 was hij terug in Batavia chef van het 1e Bureau der Genie-Directie, en van 1844 tot 1846 onderdirecteur der genie van Sumatra's Westkust, gelegerd in Padang.
Na twee jaar verlof in Nederland diende Keurenaer een tweede maal in Nederlands-Indië van 1846 tot 1851. In 1849 werd hij te Java bevorderd tot majoor titulair der genie, en het jaar erop tot majoor. In 1851 ging hij om gezondheidsredenen terug naar Nederland, waar hij in 1852 eervol ontslag kreeg.

### Latere carrière

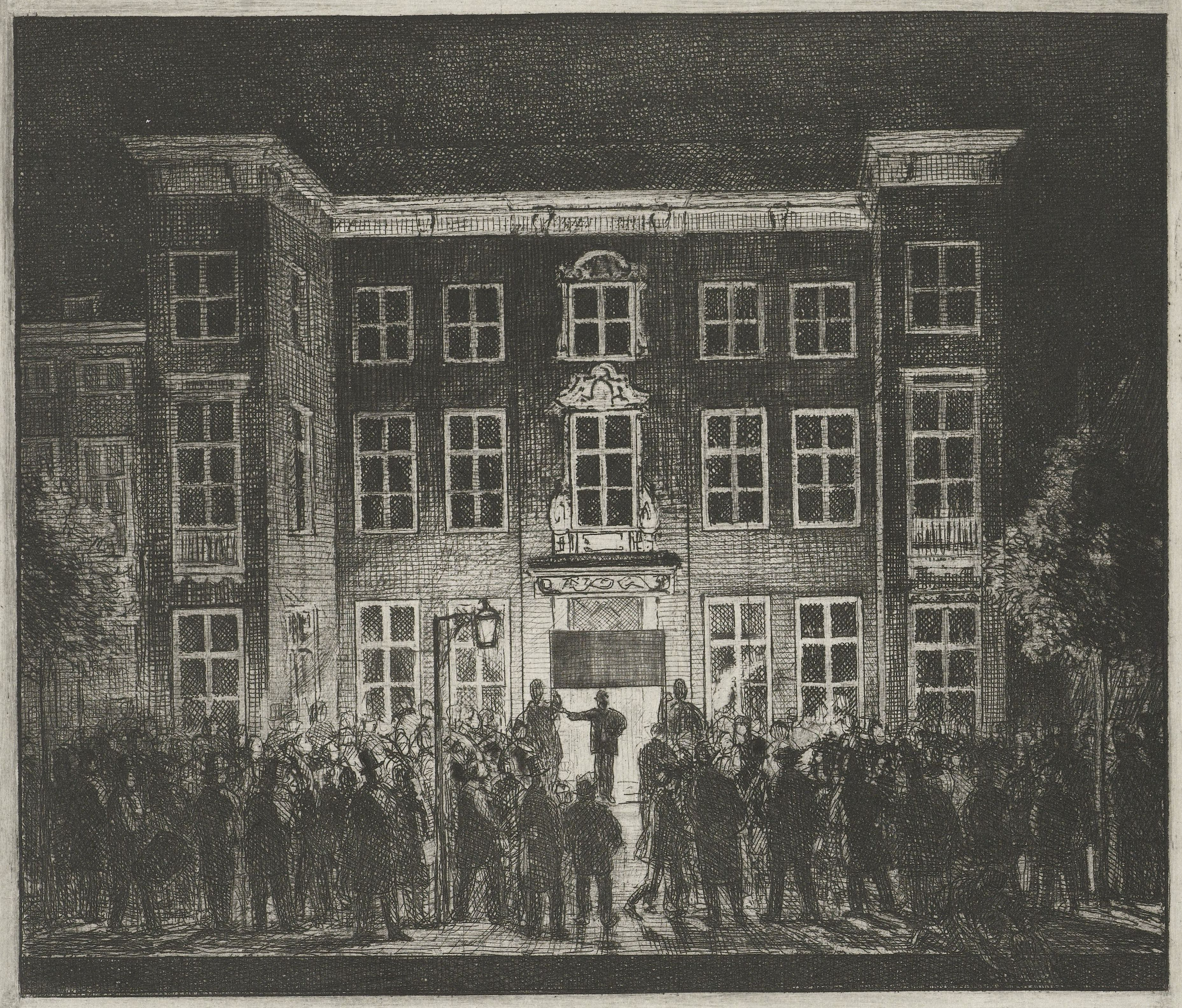
Afscheid van Delftsche academie, 30 juni 1864 door Van de Grient.

Als adviseur bij diverse ministeries hield Keurenaer zich van 1853 tot 1859 bezig met verdere kolonisatieplannen in Nederlands-Indië en met enige vraagstukken rondom industriële ondernemingen in Nederland.
Van 1859 tot 1864 was Keurenaer de derde en laatste directeur van de Koninklijke Akademie ter opleiding van Burgerlijke Ingenieurs en Oost-Indische ambtenaren te Delft. Hij bleef in functie tot 29 juni 1864 de opleiding officieel overging in de Polytechnische school te Delft  onder Antoine Lipkens.
Keurenaer bleef in Delft actief als onderwijsinspecteur voor het middelbaar onderwijs, en was commissaris van een plaatselijke teken- en industrieschool. Op 31 augustus 1847 was hij een van de mede-oprichters geweest van het Koninklijk Instituut van Ingenieurs. De laatste twee jaar was hij naar Breda getrokken voor zijn gezondheid, alwaar hij in Oosterhout overleed.

### Personalia
Keurenaer was getrouwd, en kreeg een zoon die was vernoemd naar zijn grootvader. Deze Augustus Keurenaer (1845-1910) werd opgeleid tot civiel technisch ingenieur aan de Polytechnische school, was later hoofdingenieur en afdelingshoofd bij Rijkswaterstaat, en auteur van diverse werken over de Nederlandse waterstaat.
- Biografisch Portaal: 29641527
- Digitale Bibliotheek voor de Nederlandse Letteren: keur003
- Virtual International Authority File: 283889615